# NGC 5218
NGC 5218 (również Para Keenana, PGC 47603 lub UGC 8529) – galaktyka spiralna z poprzeczką (SBb/P), znajdująca się w gwiazdozbiorze Wielkiej Niedźwiedzicy w odległości około 137 milionów lat świetlnych od Ziemi. Została odkryta 19 marca 1790 roku przez Williama Herschela.

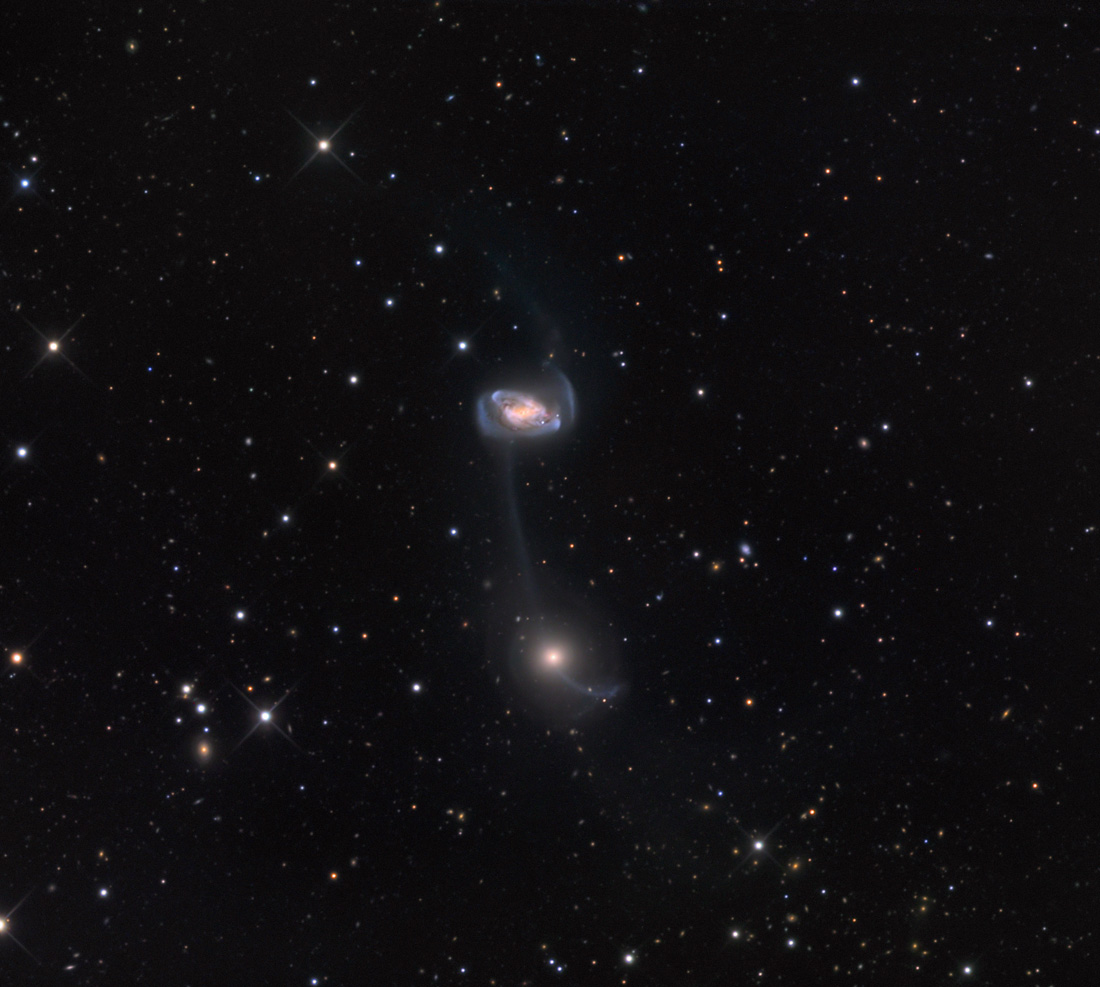
Para Keenana – u góry NGC 5218, na dole NGC 5216 (Mount Lemmon SkyCenter)

Galaktyka jest połączona mostem gwiezdnym z pobliską galaktyką eliptyczną NGC 5216, z którą tworzy razem Parę Keenana (Arp 104 w Atlasie Osobliwych Galaktyk). Most ten powstał w wyniku oddziaływania grawitacyjnego między tymi galaktykami. Do największego zbliżenia między nimi doszło około 300 milionów lat temu.
NGC 5218 ma zaburzoną strukturę i prawdopodobnie powstała w wyniku zderzenia i połączenia się galaktyk.